# Mus mattheyi
Mus mattheyi (Petter, 1969) è un roditore della famiglia dei Muridi diffuso nell'Africa occidentale.

## Descrizione

### Dimensioni
Roditore di piccole dimensioni, con la lunghezza della testa e del corpo tra 46 e 60 mm, la lunghezza della coda tra 33 e 44 mm, la lunghezza del piede tra 11 e 13 mm e la lunghezza delle orecchie tra 7 e 10 mm.

### Aspetto
Le parti superiori variano dal fulvo-ocra al castano, più scure lungo la spina dorsale. i fianchi sono fulvi mentre le parti ventrali sono bianche. La linea di demarcazione lungo i fianchi è netta. Le orecchie sono grigie. Le zampe sono bianche. La coda è più corta della testa e del corpo. Le femmine hanno due paia di mammelle pettorali e due inguinali. Il cariotipo è 2n=36 FN=36.

## Biologia

### Comportamento
È una specie terricola e notturna.

### Riproduzione
In Senegal è stata catturata una femmina con 4 embrioni nel mese di dicembre.

## Distribuzione e habitat
Questa specie è diffusa nel Senegal sud-orientale, Costa d'Avorio, Mali meridionale Burkina Faso, Ghana e Ciad sud-orientale.
Vive nelle savane alberate umide tra 750 e 1.250 metri di altitudine. Si trova anche nei giardini ed altri ambienti frequentati dall'Uomo.

## Conservazione
La IUCN Red List, considerato che questa specie è più diffusa di quanto precedentemente pensato, localmente comune e priva di reali minacce, classifica M.mattheyi come specie a rischio minimo (Least Concern).